# Nepomuki Szent János-szobor (Rónaszék)
A rónaszéki Nepomuki Szent János-szobor műemlékké nyilvánított szobor Romániában, Máramaros megyében. A romániai műemlékek jegyzékében az MM-III-m-A-04810 sorszámon szerepel.